# Carretera Austral
La Carretera Austral (Ruta 7) es una carretera chilena que se encuentra en la zona sur-austral de Chile. Para el año 2014 el recorrido era de 1240 kilómetros y unía a Puerto Montt con Villa O'Higgins, aunque el proyecto es que en el futuro llegue hasta Puerto Williams. Es la principal vía de transporte terrestre de la Región de Aysén y de la provincia de Palena en la Región de Los Lagos, permitiendo su conexión con el resto del territorio del país, haciendo un recorrido por la Patagonia chilena.
Debido a las complicadas características geográficas del territorio, en el que predominan los Andes patagónicos, lagos, turbulentos ríos y la presencia de campos de hielo, la construcción de la Carretera Austral está en permanente reparación aun cuando la mayor parte de sus tramos están operativos. Por otro lado, gran parte de la ruta carece de pavimentación.
Existieron trabajos de vialidad antes de 1976 (fecha inicial del proyecto), pero todos estos eran de limitados a los escasos recursos que manejaba la zona. Se convirtió en uno de los proyectos más costosos y ambiciosos de todo el siglo XX en el país. El trabajo de miembros del Ejército de Chile y de empresas contratistas viales habilitaría los diferentes tramos de la ruta a lo largo de los años 1980 permitiendo la conexión de la Patagonia chilena con el resto del país tras años de aislamiento. La carretera, sin embargo, aún no está completa y varios tramos deben ser recorridos a través de transbordadores, principalmente en la parte septentrional de la provincia de Palena, entre Hornopirén y Caleta Gonzalo. En octubre de 2006, el Ministerio de Obras Públicas (MOP) anunció la modernización de la ruta, pavimentando 330 kilómetros entre Chaitén y Coyhaique y la construcción de la ruta terrestre entre Caleta Pichanco y Caleta Gonzalo, cruzando el Parque Pumalín.

## Historia

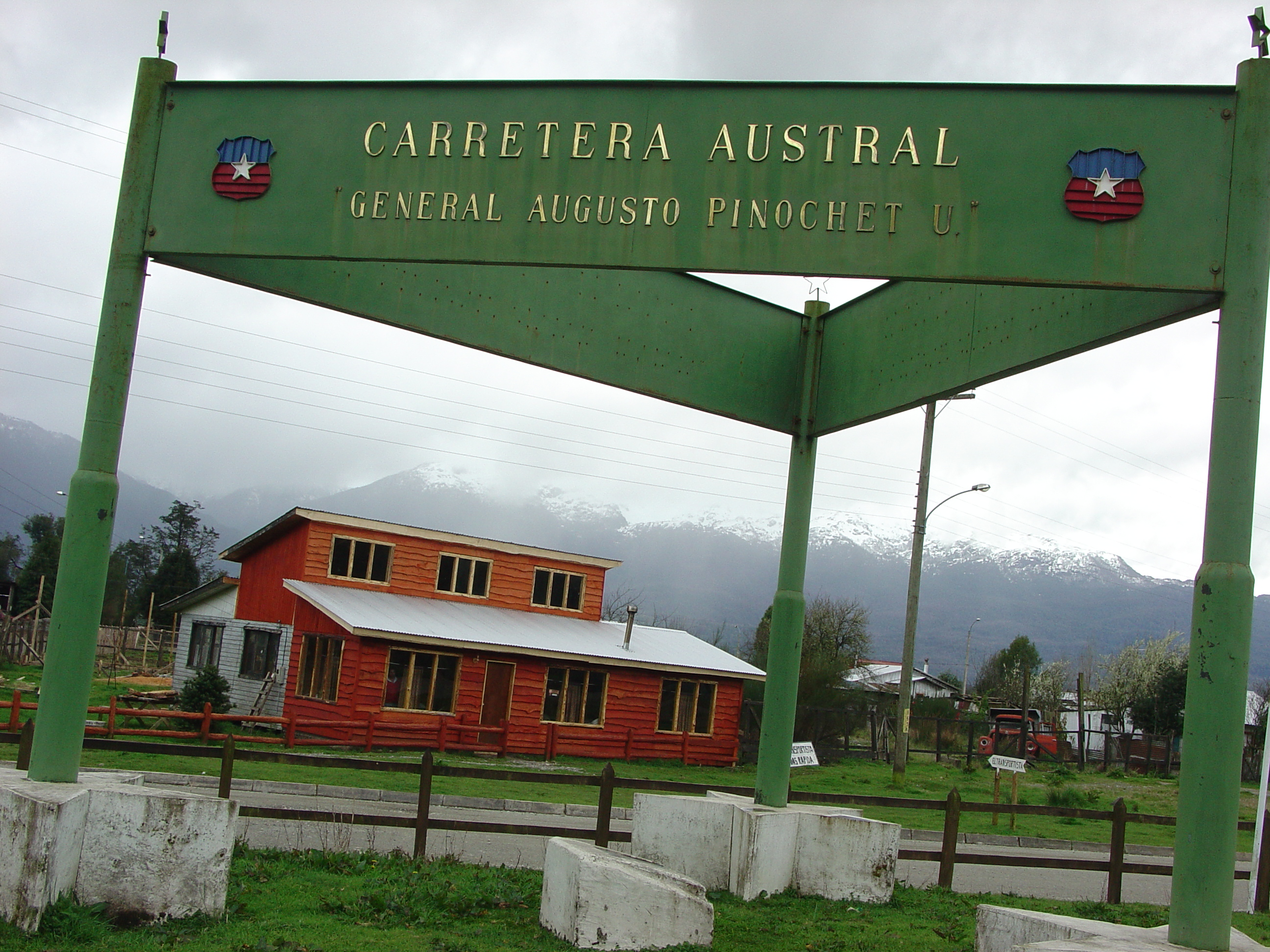
Señalética con denominación no oficial y en desuso en La Junta, construida durante la dictadura militar. Para 2023 el letrero está en proceso de eliminación.

Durante gran parte del siglo XX, el territorio de Aysén era sólo accesible por medio de barcos y aviones; la única forma de comunicación por vía terrestre con el resto del país implicaba la travesía por territorio de Argentina.
Hubo un desarrollo vial que data de 1946 a 1973, el que fue realizado en gran medida por el Ministerio de Obras Públicas y obreros. En agosto de 1963, el regidor por Coyhaique, Baldo Araya Uribe, inició una campaña ante las autoridades del gobierno central, para extender la construcción de la Carretera Panamericana hacia el sur, denominando por primera vez al proyecto como "Carretera Austral". El avance de la red vial en la zona durante las administraciones de Eduardo Frei Montalva y Salvador Allende fue relativamente reducido; el total del avance físico de la red vial austral entre 1964 a 1973 fue de un 3 %. Durante la dictadura militar encabezada por Augusto Pinochet se formuló un proyecto a gran escala en la zona y que procedía de estudios que Pinochet había hecho en 1956, cuando era profesor en la Academia de Guerra. Esta red vial se convirtió en un importante objetivo como obra pública y de reforzamiento a la soberanía chilena, en la región.

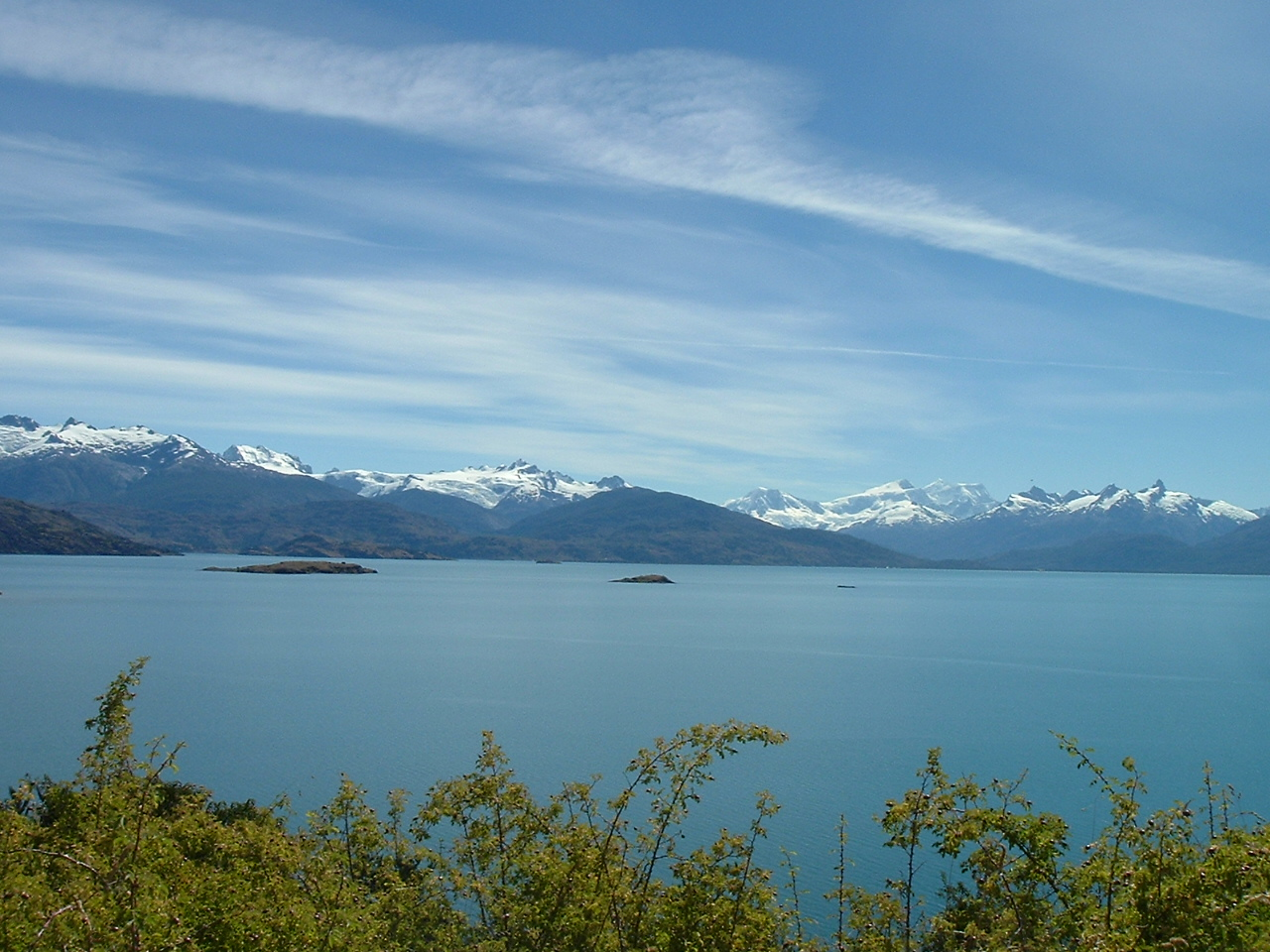
Lago General Carrera desde la Carretera Austral.

En 1976 se reiniciaron los trabajos de construcción de caminos de penetración, pero a diferencia de las administraciones anteriores, sobre la base de un nuevo y ambicioso proyecto. De esta forma, se le denominó con el nombre de «Carretera Austral» por parte del Cuerpo Militar del Trabajo, organismo dependiente del Ejército de Chile. Más de 10 mil soldados trabajaron en una de las obras de ingeniería más costosas y difíciles realizadas en Chile, principalmente debido a la existencia de glaciares, ríos caudalosos, montañas y fiordos que complicaron el trazado del camino. Fue en esta época que surgió la creencia de que la Carretera Austral llevaba el nombre de Pinochet, lo cual ha sido desmentido por las autoridades, dado que ningún documento oficial avala dicha suposición. A esto se suma el hecho de que han existido elementos de propaganda como carteles y mapas con el nombre «Carretera Longitudinal Austral Presidente Pinochet».
La Carretera Austral, hacia finales de 1989, completaba una totalidad de 2420 kilómetros de caminos construidos; esta importante cifra incluía la red de caminos transversales (compuesta por 1283 kilómetros, construidos entre 1976 y 1989).

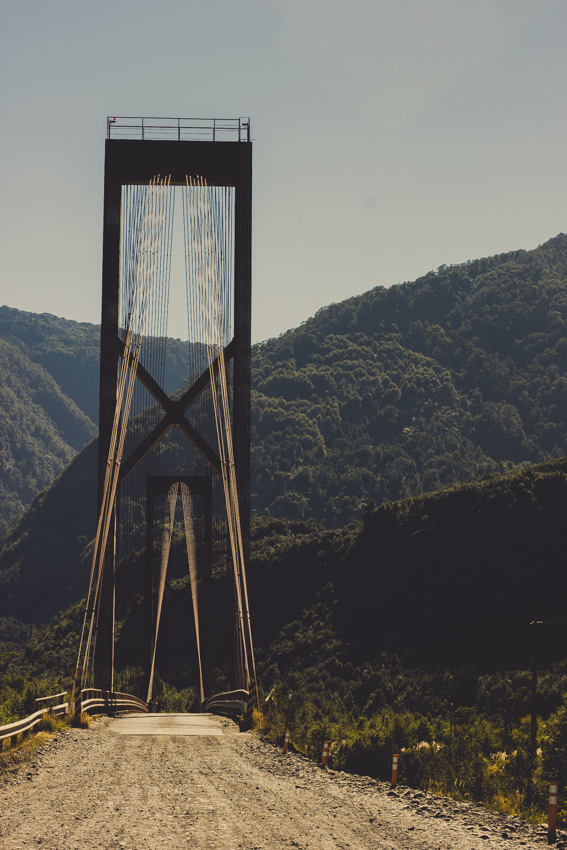
Puente atirantado Yelcho, carretera Austral.

La construcción de la Carretera Austral fue el esfuerzo de una serie de instituciones y reparticiones públicas, destacando el Ministerio de Obras Públicas, a través de su Dirección de Vialidad, una serie de empresas contratistas y el Cuerpo Militar del Trabajo (CMT), organismo dependiente del Comando de Ingenieros del Ejército. El costo total ascendió de este proyecto ascendió a una cifra cercana a 300 millones de dólares. Correspondiendo comparativamente en inversión pública de la época a un tercio del costo del Metro de Santiago, o un quinto de inversión de la construcción de la central hidroeléctrica Colbún-Machicura (puesta en servicio en 1985).

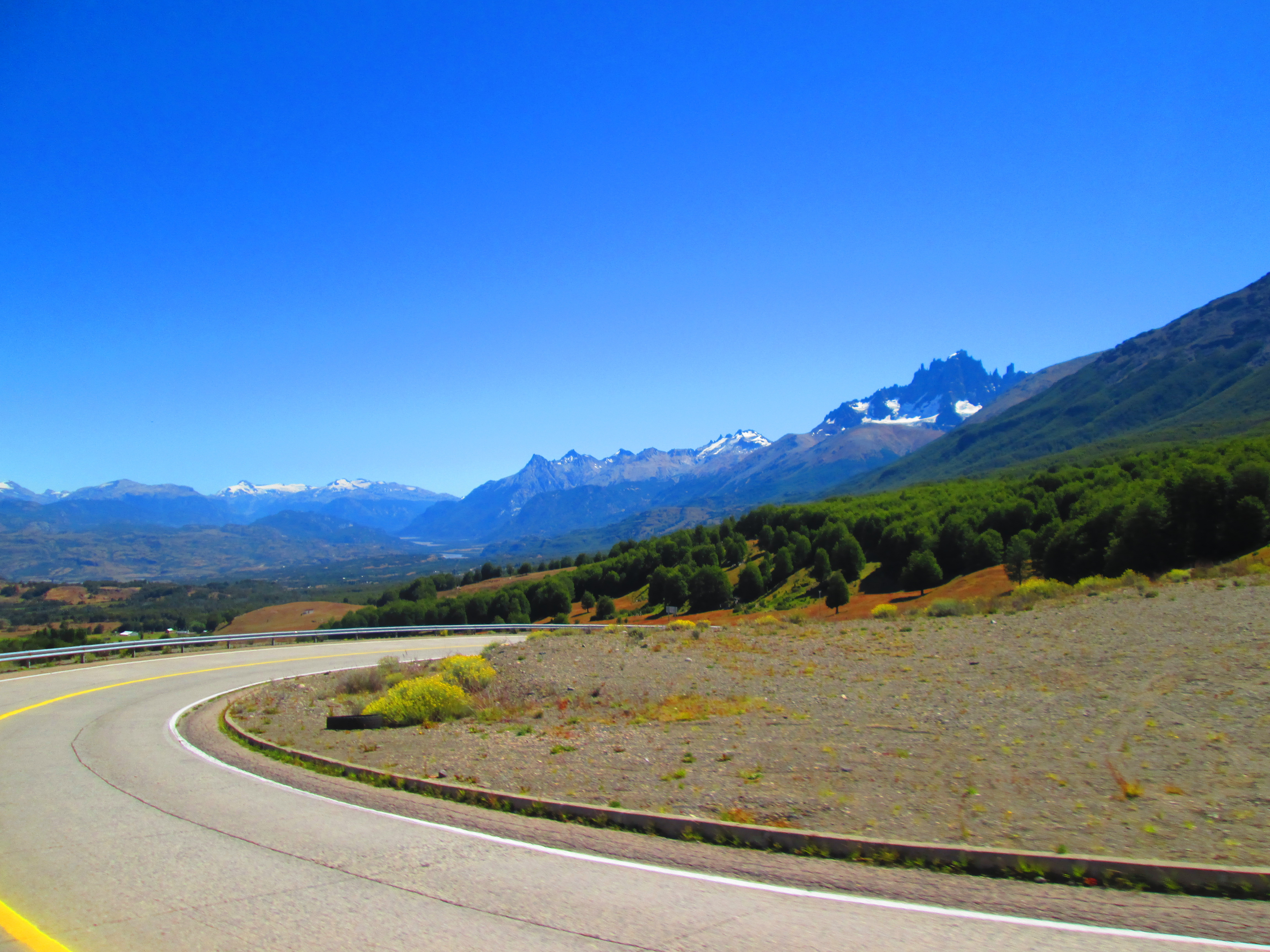
Cuesta del Diablo, icono de la carretera Austral al sur de Coyhaique.

Los tramos fueron inaugurados y abiertos paulatinamente por etapas, de acuerdo a la obtención de recursos por parte del Gobierno central para su construcción. Entre 1976 a 1982 se terminó la primera etapa que fue denominada como "Red Básica Austral". La segunda etapa fue ejecutada entre 1982 y 1989. Paralelo a este programa vial se desarrolló un Plan de Electrificación Austral y un Programa de Subsidio a la Colonización.
Con el advenimiento de la democracia, el proyecto quedó trunco por un tiempo, pese a ello, hacia los años 1990 fue desarrollada la construcción del camino transversal El Maitén-Chile Chico-Frontera, Sector Mallín Grande-Fachinal en 1991; la construcción de los puentes Palena y Rosselot en 1992; además de terminar la conexión con Villa O'Higgins, mientras que en 2003 fue abierto el ramal a Caleta Tortel. 
En 2007, el Ministerio de Obras Públicas anunció la construcción de la ruta terrestre entre Caleta Pichanco y Caleta Gonzalo, en Palena; este proyecto contó con la negativa del ecologista Douglas Tompkins para que la ruta atraviese por el Parque Pumalín, de su propiedad.
Se estima que durante el año 2023 quedará completamente pavimentado el tramo que va desde Chaitén hasta el Puente sobre el Río Manso, 18 kilómetros al sur de Villa Cerro Castillo.

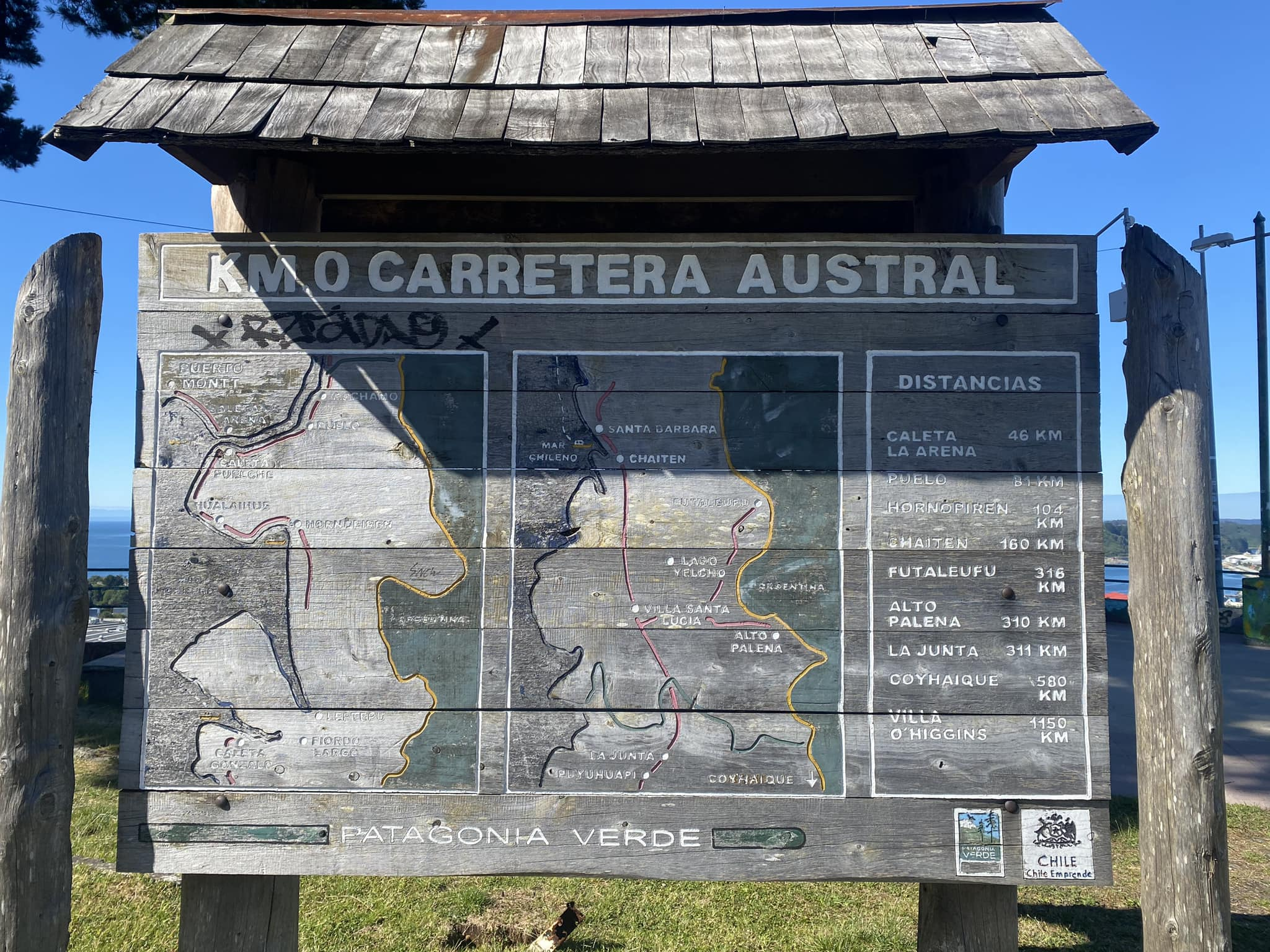
Puerto Montt es kilómetro cero de la Carretera Austral. En la imagen, mapa turístico en mirador Manuel Montt que indica a la ciudad como punto de partida.

En agosto de 2011, el MOP acordó una mesa de trabajo con Douglas Tompkins respecto de la Carretera Austral, para la construcción de la vía de una extensión de casi 200 kilómetros. La postura que fue defendida por el fundador del Parque Pumalín fue que se construyera una ruta costera, uniendo las diversas caletas existentes, la que incluyera transbordos por vía marítima, e impacte de este modo lo mínimo en el santuario. Ello, sin embargo, difirió del plan de los últimos gobiernos chilenos de construir la carretera por el interior, evitando con ello realizar numerosos transbordos. 
El MOP inició el proceso de licitación del trazado inicial (mediante un estudio aéreo vía láser (LiDAR)), lo cual debería estar listo en 2012. Respecto a una prolongación más austral de la carretera, después de Villa O'Higgins resulta prácticamente imposible una prolongación continua de la carretera hacia la Región de Magallanes y la Antártica Chilena, por la existencia de altas montañas y del enorme sector de Campos de Hielo Sur, por lo que más al sur, en el sector de río Bravo parte un trazado hacia el ventisquero Montt para en el futuro intentar unir a Puerto Yungay con Puerto Natales, utilizando para ello hasta nueve transbordos. El trabajo, que es realizado por el Cuerpo Militar del Trabajo, debería estar finalizado hacia el año 2040.

## Características técnicas

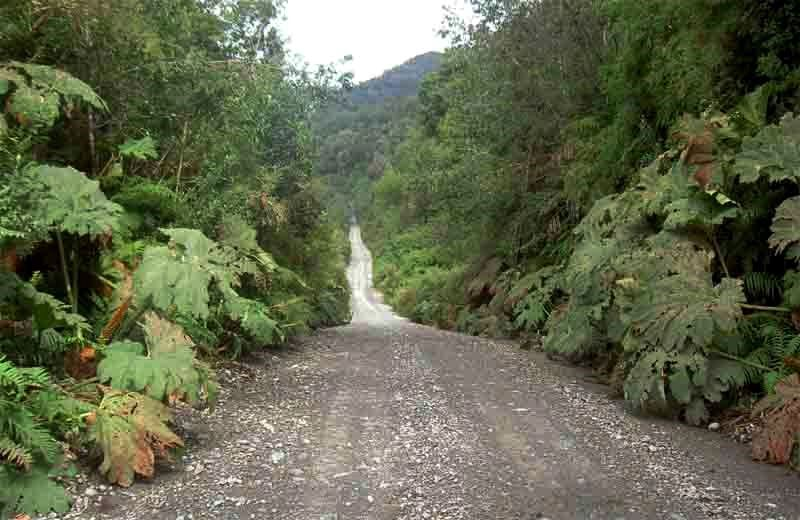
Carretera Austral al sur de Caleta Gonzalo, enmarcada por el bosque valdiviano.

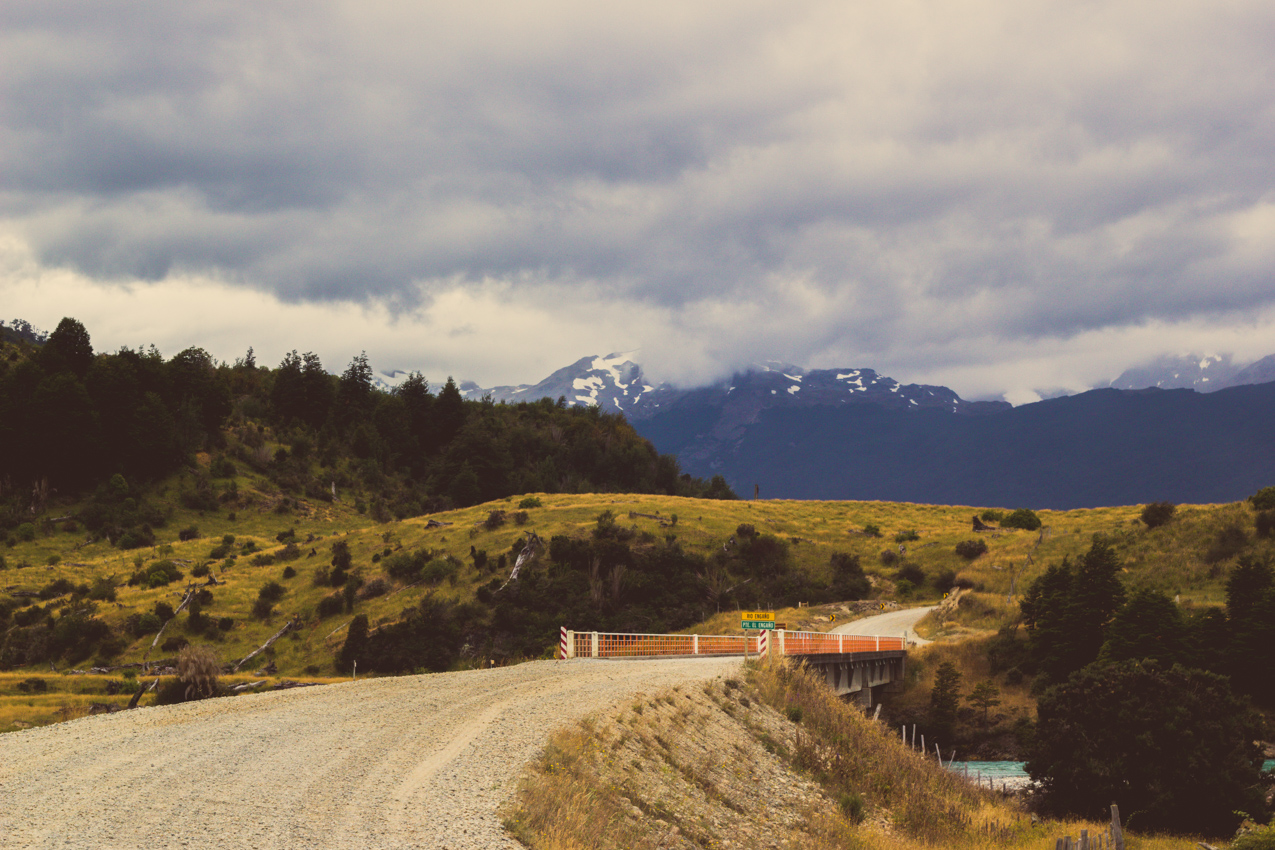
Carretera Austral en 2013.

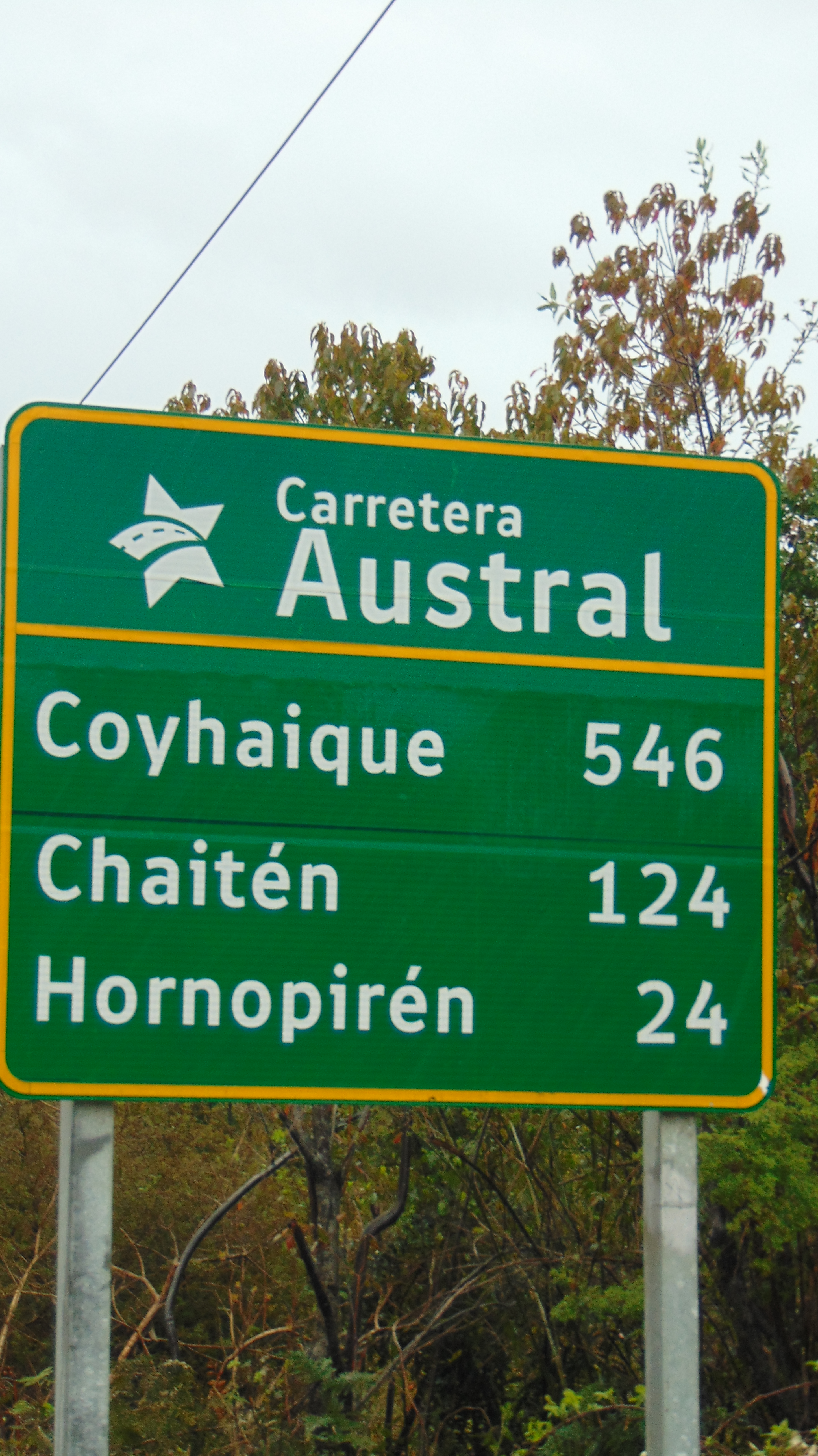
Letrero de distancias.

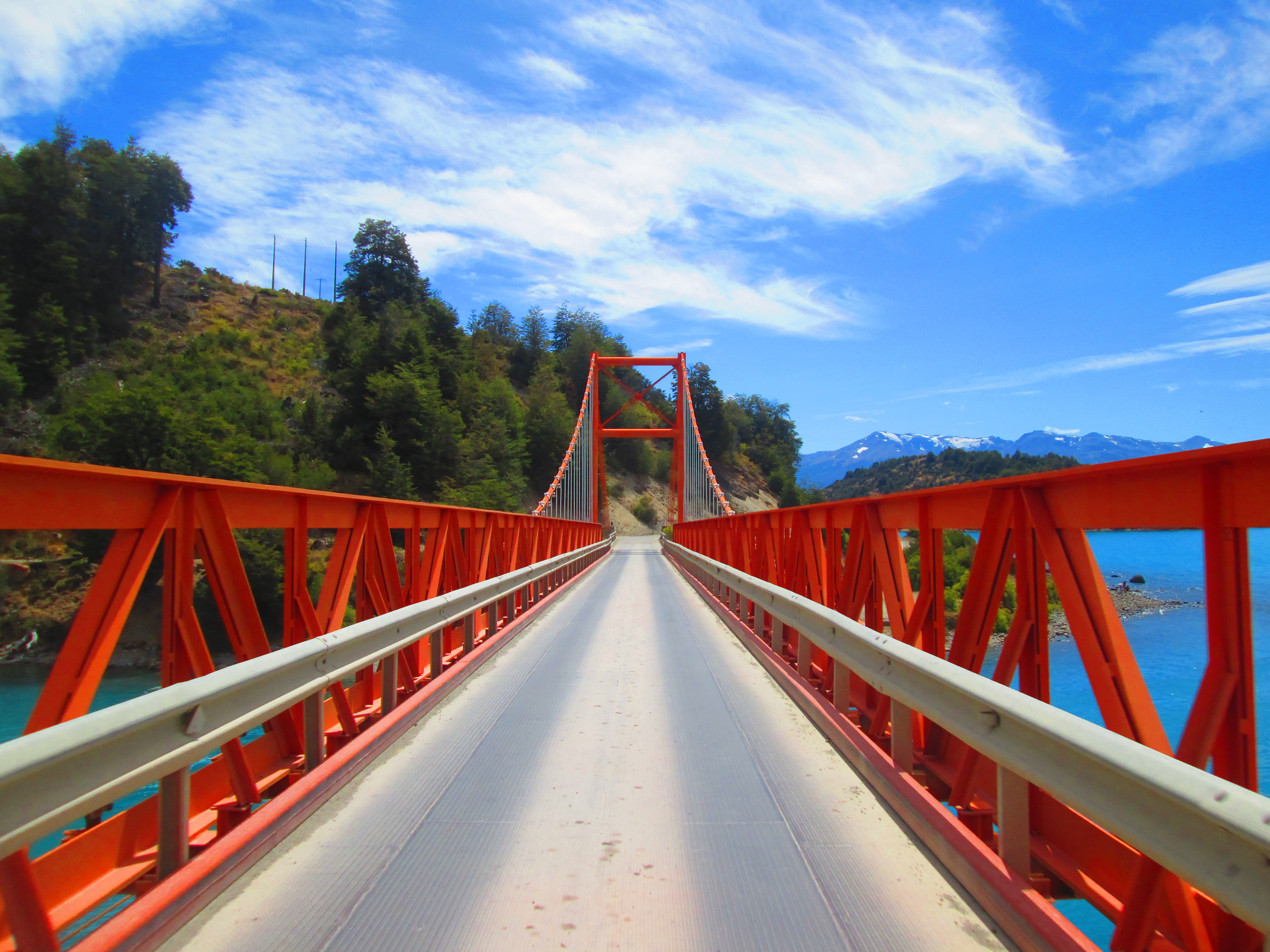
Puente general Carrera, desagüe del lago homónimo.

La carretera presenta tramos pavimentados y tramos de ripio. La calidad del ripio varía entre zonas en muy buen estado y otras que están siendo mejoradas permanentemente, en especial después de invierno. En el camino no se pueden alcanzar grandes velocidades debido a su diseño geométrico de camino de penetración, presencia de calamina en algunos sectores, hoyos o ripio suelto, lo que obliga a una conducción atenta a las condiciones de la vía. A esto se suma la gran cantidad de curvas y largos trechos de ruta estrecha producto de las características topográficas de la zona, que hacen que la ruta deba ser manejada con mayor precaución. No obstante, la Carretera Austral en toda su extensión puede ser recorrida en vehículos normales, sin necesidad de uso de doble tracción.
Existen tramos pavimentados, que suman alrededor de 330 km, sobre todo cercanos a Coyhaique y Puerto Aysén. Durante los meses de invierno se debe tomar especial precaución con la presencia de nieve y hielo en la carretera, que generan mayor dificultad para los conductores.
Desde el 8 de abril de 2011, existe conectividad con frecuencia diaria entre Hornopirén y Caleta Gonzalo. La Ruta Bimodal —inaugurada por el presidente Piñera— incluye un sistema de transporte de pasajeros y carga a través de los fiordos Comau y Reñihué, lo que permite unir la provincia de Palena con el resto de la Región de Los Lagos en forma terrestre y marítima, esto último con barcazas que funcionan a lo largo del año, de sur a norte a las 14:30 embarcando en Caleta Gonzalo y de norte a sur embarcando a las 10:30 en Hornopirén. Se debe estar una hora antes del zarpe y reservar pasajes en la Empresa Naviera Austral.

## Trazado de la ruta 7

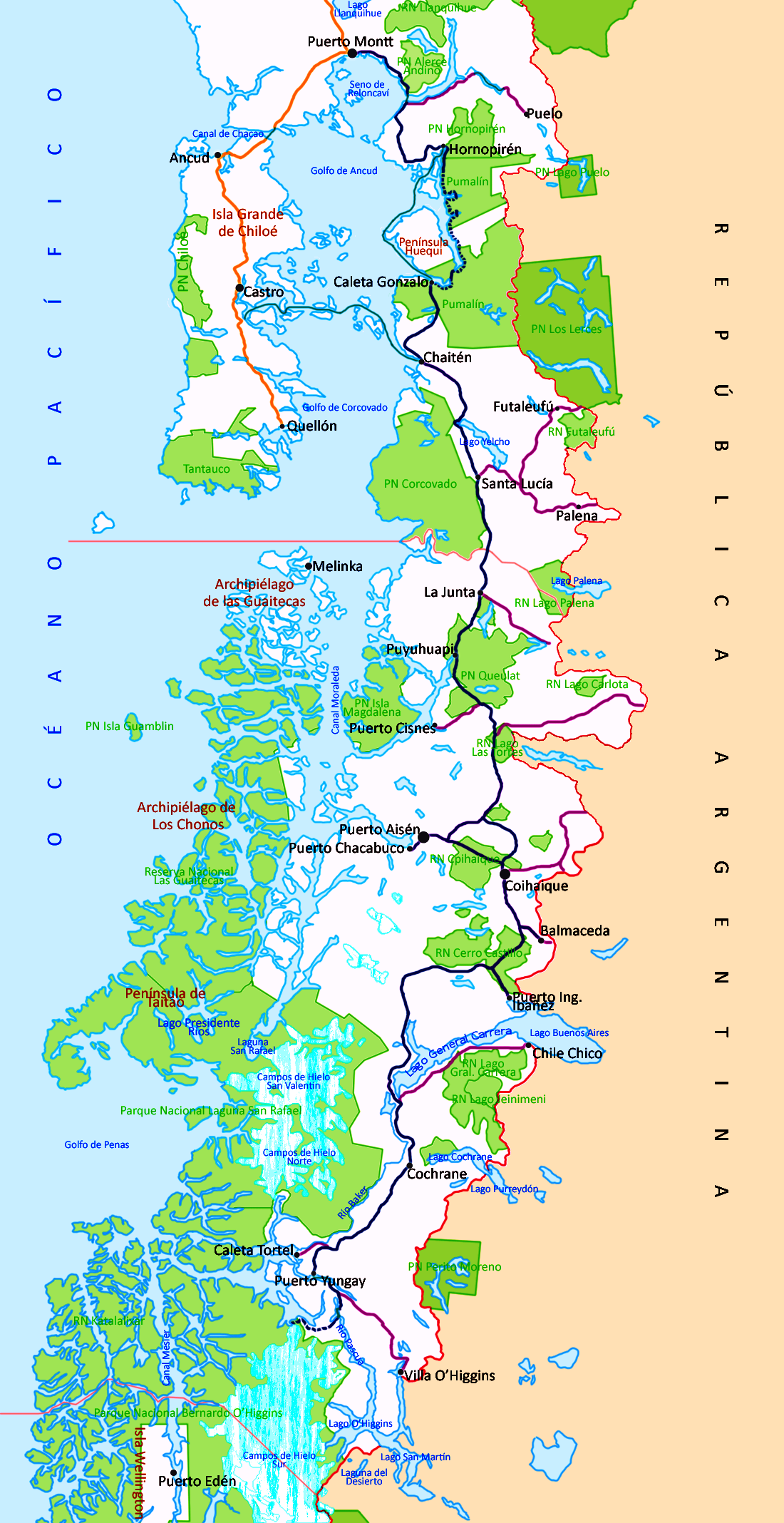
Ruta 7 de la Carretera Austral, en azul. La Carretera Panamericana se indica en color naranja.

La Carretera Austral se inicia en Puerto Montt, oficialmente en la costanera frente a la plaza de Armas.[cita requerida] La carretera recorre distintos parajes de la región, pasando por climas lluviosos como lo es en la zona de Puerto Cisnes, rodeado de bosques y lagos, más hacia el sur la carretera bordea el lago General Carrera, por más de 100 kilómetros.
Una vez cruzado el desagüe del lago General Carrera, la carretera se va bordeando el río Baker hasta la balsa ubicada al norte de Cochrane. Posteriormente hacia el sur, después de Cochrane, la carretera atraviesa bosques, lagos, ríos, y casas de pobladores de la zona hasta llegar a Puerto Yungay, en donde se toma un transbordador, que permite atravesar el fiordo Mitchell hasta la rampa de río Bravo, para continuar viaje hasta el punto final, en la localidad de Villa O'Higgins.
En 1980 el Ministerio de Obras Públicas planificó el tramo que conectaría Aysén con Magallanes denominado Ruta 8, sin embargo, no ha sido construido aun.

### Región de Los Lagos
- kilómetro 0,0 Puerto Montt
- kilómetro 14.20 Piedra Azul
- kilómetro 27,79 Quillaipe
- Ferry Caleta La Arena-Caleta Puelche
- Ferry Hornopirén-Caleta Gonzalo
- kilómetro 202,31 Comuna de Chaitén
- kilómetro 226,83 El Amarillo

### Región de Aysén
- kilómetro 491,32 Villa Amengual
- kilómetro 547,81 Acceso a Puerto Aysén (Cruce Viviana)
- kilómetro 610,00 Coyhaique
- kilómetro 657,27 Acceso a Balmaceda (Cruce Ruta 245)
- Ferry Puerto Yungay-Río Bravo.